# Nowogrodziec
Nowogrodziec este un oraș în Polonia.